# ナイバシャ
ナイバシャ（Naivasha）は、ケニアのナクル郡にある町で、ナイロビの北西92.8kmにある。1969年以来、人口が17倍にも増加し、2019年の統計では355,383人である。ナイバシャ湖畔にあり、そこから町の名前がとられた。ナイバシャという言葉は地元のマサイ族の「ɛnaɨpɔ́sha」が語源で、「波立つもの」という意味であり、嵐の時に波が大きく波立つ様子を表わしている。ナイバシャという語は英国人がマサイ語を発音しようとしたことから生まれた。文字通り「Lake Naivasha」は「湖」の意味になり、「Naivasha Town」は「湖の町」になる。

## 地理
ナイバシャはナイロビから北西に道路で92.8km離れた、地溝帯盆地にある。

## 歴史
この盆地に最初に住み始めたのは、家畜のための牧草地と水を求めていたマサイ族の人々であった。それは15世紀ころのことで、彼らは現在のスーダンからやってきたといわれている。16世紀後半には、中央アフリカの森林地帯からバントゥー語族の様々な部族が盆地に移住してきた。ナイバシャに最も多くやってきたのは、キクユ族であった。ヨーロッパからの入植者も多くナイバシャに来た。彼らは19世紀に到着した。
町にはイサック族のコミュニティがあり、彼らは1900年代にケニヤに入植したイサックの兵士や商人の子孫である。1970年代後半1980年代にかけて、ナイバシャ湖は密猟者が溢れ、また魚釣りのために外来種の魚が持ち込まれた。自然保護活動家ジョーン・ルート (1936–2006)は、彼女の晩年の10年間を湖と野生生物保護のために捧げた。
ナイバシャの保養地は、「ナイバシャ合意」として知られる、第二次スーダン内戦終結のための包括的和平協定が行われた場所である。

## 人口
町の人口は、355,383人である（2019年国勢調査）

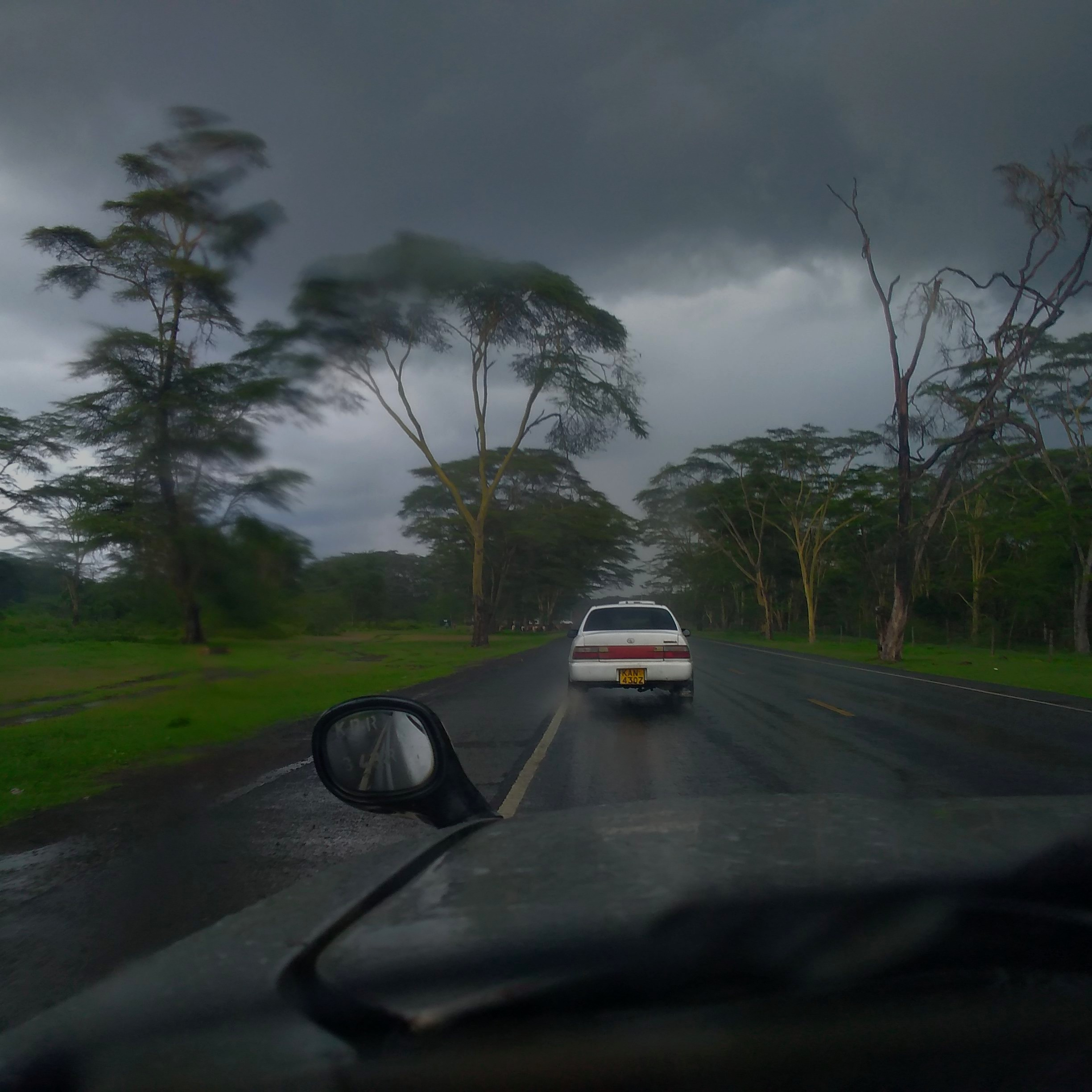
雨中のナイロビ－ナクル高速道路

## 輸送
ナイバシャは、ナイロビ－ナクル高速道路（ナイロビ＝マラバ道路）とウガンダ鉄道に沿った、ナイバシャ湖畔にある。2015年、標準軌の新鉄道をこの町に引くことが承認された。
内陸コンテナ基地が2022年にナイバシャに公式に開設されたが、これはルワンダ、ウガンダ、タンザニア、コンゴ民主共和国を含むアフリカ大湖沼地帯の貨物輸送を扱うものである。 

## 産業
主要産業は農業で、特に花卉園芸が盛んである。
ナイバシャはまた著名な観光地でもある。ヘルズ・ゲート国立公園（プライドロックや渓谷など『ライオンキング』の主要撮影地は公園をモデルにした）、オルカリア地熱温泉、ロンゴノット山国立公園、ロンゴノット山が近郊にある。ナイバシャ湖を訪れるツアーでは、鳥類やカバの生態を観察でき、その他の野生動物もみることができる。
ナイバシャはサンダーランドAFCナイバシャ（イングランド・チャンピオンシップの名門サッカーチームであるサンダーランドAFCのケニア支部）のホームでもある。彼らのニックネームはマイティ・ブラック・パンサーズであり、スポンサーに依存している。